# Людина проти бджоли
Людина проти бджоли (англ. Man vs. Bee) — британський комедійний потоковий телесеріал, створений Ровеном Аткінсоном і Вільямом Девісом, сценаристом і режисером є Девід Керр. У головних ролях Ровен Аткінсон, Цзін Лусі, Клоді Блеклі, Том Басден, Джуліан Райнд-Татт, Грег МакГ'ю та Індія Фаулер. Прем'єра серіалу відбулася на Netflix 24 червня 2022 року    .

## Синопсис
Людина проти бджоли розповість про незграбного чоловіка Тревора, який наполегливо намагається позбутися підступної бджоли, яка створює у розкішному маєтку справжній безлад.

## Актори та персонажі
| Актор              | Роль           | Примітки                |
| ------------------ | -------------- | ----------------------- |
| Ровен Аткінсон     | Тревор         |                         |
| Цзін Лусі          | Ніна           | власниця особняка       |
| Клоді Блеклі       |                | колишня дружина Тревора |
| Том Басден         | офіцер поліції |                         |
| Джуліан Райнд-Татт | Крістіан       | чоловік Ніни            |
| Грег МакГ'ю        | садівник       |                         |
| Індія Фаулер       | Медді          |                         |

## Промо-матеріали
Перший трейлер серіалу вийшов на офіційному каналі Netflix 26 травня 2022 року.

## Виробництво

### Розробка
Серіал був анонсований у грудні 2020. Акторський склад та дата виходу були оголошені 14 квітня 2022. 
Дев'ять епізодів першого сезону з'явилися 24 червня 2022 на Netflix. 

### Зйомки
Зйомки серіалу проходили в графствах  Гартфордшир та Бакінгемшир. Декорації для будинку  були побудовані на студії Bovingdon Studios у місті Чешем. 
У серпні 2021 року компанія Halo Hearing Solutions у своєму Instagram-акаунті повідомила, що їхня філія в Бовінгтоні використовується для зйомок як ветеринарна клініка.

## Критика
На сайті-агрегаторі рецензій Rotten Tomatoes серіал отримав 65% рейтингу свіжості на основі 17 відгуків критиків. 
На сайті-агрегаторі рецензій Metacritic серіал отримав 69 балів зі 100 на основі 6 відгуків критиків, що означає «загалом позитивні відгуки». 
Стюарт Джефріс з The Guardian дав серіалу три зірки з п'яти, похвалив гру Аткінсона, але розкритикував відсутність характеру бджоли і велику кількість продакт-плейсменту.